# Église Saint-Maurice de la Boissière
L'église Saint-Maurice de la Boissière est une église de Montreuil (en Seine-Saint-Denis), située 59 rue Édouard-Branly, à l'angle de la rue Jules-Verne.
Elle tire son nom du quartier de la Boissière, fief acquis en 1265 par l'Abbaye Saint-Antoine-des-Champs et dont fut Seigneur de la Boissière, Jacques Chevalier de Monthyon. Le boulevard de la Boissière tire son nom de la même origine.

## Histoire

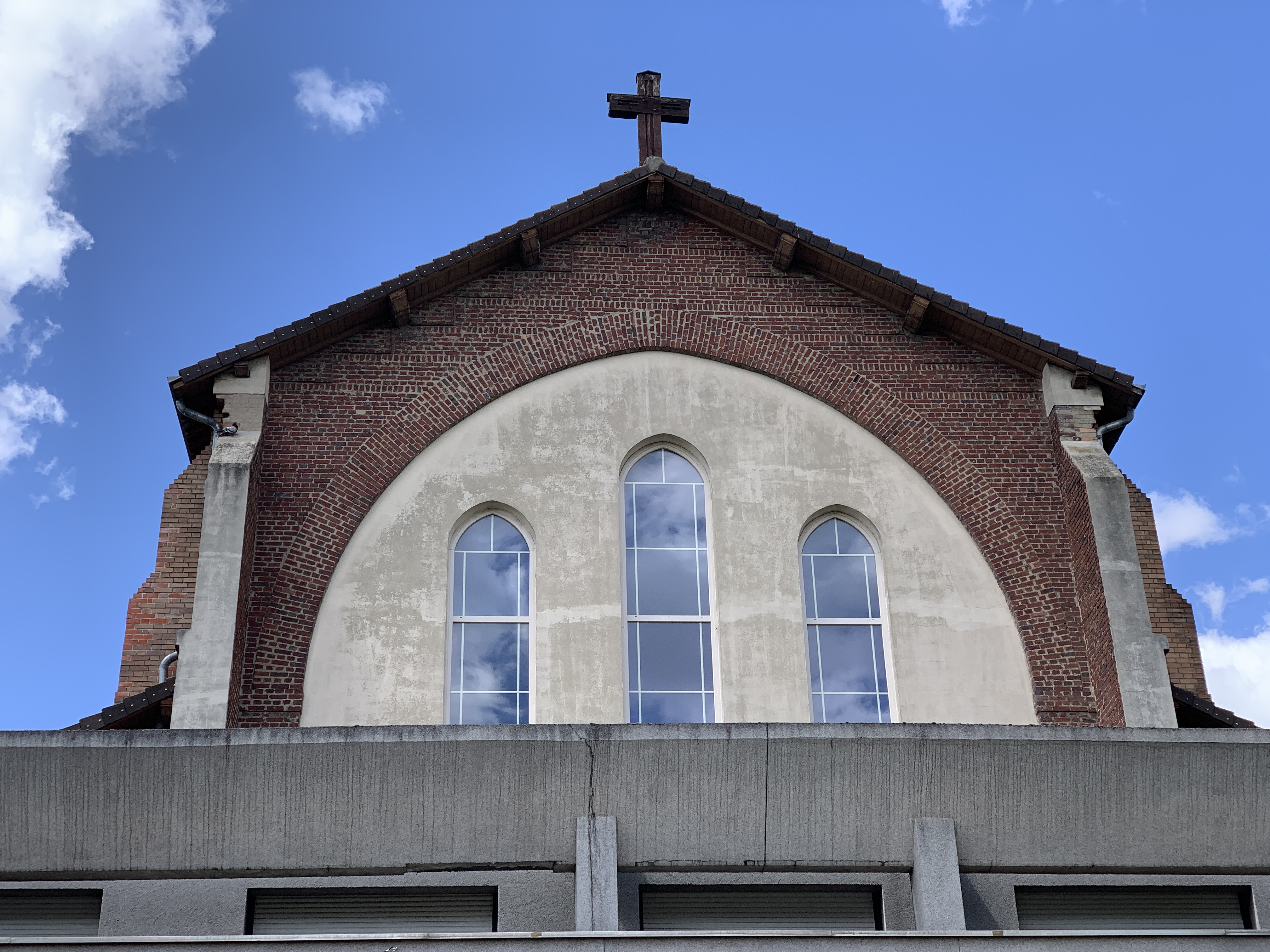
Détail de l'église Saint-Maurice.

Elle est édifiée au début des années 1930 par Florent Nanquette et son associé Nicolas, dans le cadre de l'Œuvre des Chantiers du Cardinal. L'architecte est Jean Hulot (1876-1959), premier grand prix de Rome et architecte en chef des Bâtiments civils et Palais nationaux,,.
Dans les années 1960, une arche monumentale est élevée devant la façade principale.

## Paroisse
La communauté copte érythréenne y est accueillie dans sa liturgie, avec le père Ghirmay.